# フォルム・ガッロルムの戦い
フォルム・ガッロルムの戦い（フォルム・ガッロルムのたたかい）は、紀元前43年4月14日、マルクス・アントニウス率いる軍団と、執政官ガイウス・パンサおよびアウルス・ヒルティウス率いる元老院派の軍団が衝突した戦い。後に初代ローマ皇帝となるオクタウィアヌスは戦闘には直接参加していないものの、このとき元老院派の側に立って陣営を守っていた。戦場は北イタリアのアエミリア街道上のある村の近くで、おそらく現在のカステルフランコ・エミーリア付近であった。

## 概要
アントニウスは、ユリウス・カエサル暗殺者の一人であるデキムス・ブルトゥスが属州総督を務めるガリア・キサルピナを奪取しようとしていた。ブルトゥスは、パドゥス川のすぐ南のエミリア街道沿いにあるムティナ(現モデナ)でアントニウスに包囲された。そこで元老院は、持てる総力を結集してアントニウスと対峙し、ブルトゥスを救出することにした。ヒルティウスとオクタウィアヌスは5個古参兵軍団を率いてムティナ近くに到着し、北から4個軍団を召集してやってくるパンサを待った。アントニウスは、ムティナを包囲している軍の他に4個古参兵軍団を運用できる状況だった。総力では敵に劣っていることを理解していたアントニウスは、敵が合流を果たす前に各個撃破する計画を立てた。しかしヒルティウスを戦闘に引きずり出すのに失敗したため、アントニウスは2個軍団を元老院派の二つの軍の間に割り込ませ、パンサ率いる新兵軍団を奇襲しようとした。だがパンサは、アントニウスが気づかないうちに既にヒルティウスの古参兵軍団やオクタウィアヌスのプラエトリアニとの合流を果たしていた。
アントニウス軍は、沼地に囲まれた狭い道でパンサ軍を奇襲した。激しい凄惨な戦闘の末に、アントニウスの第2軍団と第35軍団がパンサ軍を破り、南へ追い立てた。この時にパンサは重傷を負った。アントニウス軍はパンサ軍の追撃を止め、歓喜の声を挙げながらムティナへ引き返し始めた。そこに北からヒルティウスが1個古参兵軍団を率いて到着し、疲弊したアントニウス軍と衝突した。ここで形勢は逆転し、ヒルティウス軍は2本の鷹章旗と60本の軍旗を奪う大勝利を挙げた。当初勝勢だったアントニウスにとっては、この戦いは大敗北に終わることになった。彼は騎兵隊を率いてムティナの外の包囲陣に逃げ帰った。
過激な反アントニウス派であったマルクス・トゥッリウス・キケロは、戦闘の報告を受けると、元老院でアントニウス弾劾演説を行い、2人の執政官と若いカエサル・オクタウィアヌスの勝利を祝った。しかし、この戦いは戦争の勝敗を決定づけるには至らなかった。フォルム・ガッロルムの戦いの6日後の4月20日、両軍はふたたびムティナの戦いで衝突した。ここでまたもアントニウスは敗北し、ムティナ攻略を諦めて包囲を解き、西へ敗走した。一方でヒルティウスはこの戦いで戦死し、パンサもフォルム・ガッロルムの戦いで負った傷をいやしているところだったが、4月23日に不明瞭な状況で死去した。

## ムティナ戦役
かつてユリウス・カエサルの腹心だった執政官マルクス・アントニウスは、カエサル暗殺直後のごく一時期、ローマで独裁的な権力を握った。 しかし紀元前44年の夏以降、カエサルの若き後継者カエサル・オクタウィアヌスが古参兵やカエサル派の人々の支持を集めていき、またマルクス・トゥッリウス・キケロ率いる元老院の閥族派も徐々に勢力を回復してきたため、アントニウスの影響力は次第に落ちていった。アントニウス包囲網の中には、デキムス・ブルトゥスらカエサルの暗殺者たちもいた。ブルトゥスは紀元前44年4月に、3個軍団を率いてガリア・キサルピナを掌握した。

ムティナ戦役中の各軍団の動向

紀元前44年6月、執政官の任期満了後をにらんだアントニウスは、デキムス・ブルトゥスをガリア・キサルピナ総督からマケドニア総督へと異動させる法を制定した。しかしブルトゥスは執政官命令への服従を拒否し、議事進行妨害工作を展開して時間を稼ごうとした。ローマの状況は、アントニウスにとって悪くなるばかりだった。カエサル・オクタウィアヌスの支持基盤は確固たるものとなり、元老院は敵対的な姿勢を見せるようになり、さらにアントニウスの手元にあった最も優れた2個軍団が離反してカエサル・オクタウィアヌスのもとに走った。アントニウスはこの軍団に訴えかけたり、罰をちらつかせて脅迫したりして手元に留めようとしたものの、効果は無かった。11月28日、アントニウスは軍事行動に出る決断を下し、まだ自分に忠実に付き従っていた4個軍団を率いて北へ急行した。彼らは年末までに、デキムス・ブルトゥスをムティナに追い詰め包囲した。
紀元前43年1月1日、穏健カエサル派のアウルス・ヒルティウスとガイウス・ウィビウス・パンサが執政官となった。この時から、キケロのフィリッピカエを通じたプロパガンダ工作のおかげもあり、立場を超えた反アントニウス包囲網が実現し、にわかに強大な力を持ち始めた。元老院での審議中、キケロはカエサル・オクタウィアヌスがアッレティウムで軍団を集めることを合法化するのに成功した。カエサル・オクタウィアヌスはプロマギストラテスに任じられ、アントニウスと戦うべく北上した。また元老院は、アントニウスと合意を結ぶ道を探るため3人の元老院議員をムティナに派遣しつつ、一方では戦争に備えて新たな軍団の招集に着手した。アウルス・ヒルティウスは当時病を患っており、兄弟殺しの内戦に突入するのには消極的であったが、それでもアッレティウムに残って自軍の指揮を執り続け、アリミヌムにいるオクタウィアヌス軍と連携をとった。紀元前43年2月上旬、ムティナに行っていた使節団がローマに帰還した。元老院はアントニウスが提示してきた条件を拒絶し、キケロ主導で、国家の名において宣戦布告と最終通告を行った。二人の執政官には、オクタウィアヌスと協力して戦争を遂行する任務が課せられた。もはや交渉の余地は無くなった。かつてのカエサル派は完全に分裂した。紀元前43年3月15日にアントニウスがヒルティウスやオクタウィアヌスに送った、皮肉と脅迫に満ちた書簡がそれを象徴している。
紀元前43年2月、執政官ヒルティウスとプロプラエトルのオクタウィアヌスは、軍団を率いてムティナに進軍した。彼らはアリミヌムからアペニン山脈を超えてフォルム・コルネリイに至り、たやすくアントニウスの前衛部隊を撃退してクラテルナエを占領した。

## 戦闘

### アントニウスの攻撃計画
紀元前43年3月前半、ヒルティウスとオクタウィアヌスはエミリア街道を通ってボノニア（現ボローニャ）に到着した。アントニウスはさらに後退する一方で、ムティナの包囲を一層強化し、デキムス・ブルトゥスを封じ込めた。実のところ、ヒルティウスもオクタウィアヌスも短期決戦を求めていなかった。彼らの下には、カエサル子飼いでアントニウスを見捨ててオクタウィアヌスのもとに参じた二個軍団と、オクタウィアヌスがカンパニアで行った再招集の呼びかけに応じて集まった三個古参兵軍団がいた。さらにもう一人の執政官であるパンサが1月に招集して瞬く間に編成を終えていた四個新兵軍団が、3月19日にローマを出発してカッシア街道を進んでいた。
この状況で、ヒルティウス・オクタウィアヌス軍とパンサ軍が合流することを恐れたアントニウスは、主導権を握ってすぐに決着をつけるべく動き出した。まず彼は早期にヒルティウス・オクタウィアヌス軍を戦闘に引きずり出して勝利をおさめる計画を立てた。ムティナ包囲に必要なだけの部隊を残し、アントニウスは自軍の大部分、四個古参兵軍団と大規模な騎兵隊を率いて、次々とヒルティウスやオクタウィアヌスの陣営に小競り合いを仕掛けた。しかし2人は陣営を離れようとせず、パンサの到着を待ち続けた。

フォルム・ガッロルムの戦いの戦況図

そこでアントニウスは、戦略を切り替えた。パンサの軍団がボノニアからエミリア街道を進んでくるという情報を斥候から受け取ったアントニウスは、自身に従う古参兵たちならパンサの新兵軍団を楽々と攻撃し壊滅させられると考えた。また南方からは、アントニウスの有能な副官プブリウス・ウェンティディウス・バッススが、ピケヌムにいたカエサルの古参兵たち3個軍団を率いて北上してきており、アントニウスはこの軍団も味方に数えていた。アントニウスは弟のルキウス・アントニウスにデキムス・ブルトゥス監視をまかせ、ヒルティウスとオクタウィアヌスの陣営に陽動攻撃を仕掛けつつ、最精鋭部隊を率いて夜陰に紛れパンサ軍に迫った。
しかしパンサ軍が進軍してくるだろうフォルム・ガッロルム付近の地形は平坦でなく沼地がちで、アントニウスは麾下の精鋭騎兵隊を投入できなかった。代わりに彼は、第2軍団ガッリカと第35軍団を沼地へ送り出し、自身の近衛大隊とマルクス・ユニウス・シラヌスの近衛大隊をエミリア街道沿いの沼地に配置した。軍団兵たちは街道が最も狭くなっている部分の脇の葦原に身を隠した。騎兵や軽歩兵の部隊はエミリア街道を進んで囮となり、パンサ軍を罠に引き込む役目を担った。
オクタウィアヌスとヒルティウスは、パンサ軍と合流してからアントニウスと戦う予定であった。パンサの4個軍団が近づいているという報を受けた彼らは、精力的な将軍デキムス・カルフレヌス率いるカエサルの古参兵軍団と共に、オクタウィアヌス、ヒルティウス自身の近衛大隊を使って、カエサル暗殺者の一人セルウィウス・スルピキウス・ガルバを攻撃した。カルフレヌスとガルバは夜陰の中でエミリア街道を東に向かい、フォルム・ガッロルムを通過した。4月14日夜、パンサとカルフレヌスは合流に成功し、夜明けに進軍を始めた。彼らが率いるは、好戦的なマルティア軍団、5個新兵大隊、オクタウィアヌスとヒルティウスの近衛隊である。彼らがフォルム・ガッロルムに差し掛かった時、両脇の沼地に敵の痕跡が見つかり、前方にはアントニウスの近衛大隊が街道を塞いで待ち構えていた。

### 沼地での戦闘
マルティア軍団とパンサの新兵大隊は、突如として前方と側面からアントニウスの軍団に襲われた。しかしカエサルのもとで戦ってきたマルティア軍団の古参兵たちは崩れず、戦闘に不慣れな新兵大隊を後方に逃したうえでアントニウス軍と衝突した。街道上でアントニウスの近衛大隊とオクタウィアヌスの近衛大隊が激しく戦っている間、パンサとカルフレヌスはマルティア軍団を2分した。カルフレヌスは8個大隊からなる集団を率いて街道の右側の沼地へ、パンサは残りの2個大隊とヒルティウスの近衛大隊からなる集団を率いて左側の沼地へ突入していった。一方アントニウスは第35軍団の古参兵をカルフレヌスの8個大隊にぶつけ、第二軍団の全軍をパンサの軍にあたらせた。

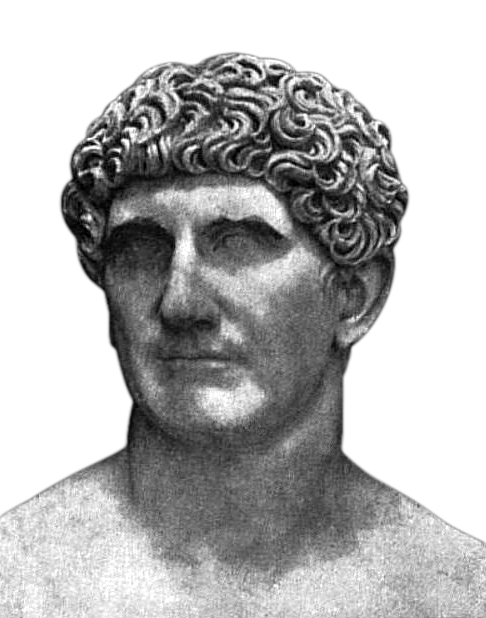
マルクス・アントニウス

カエサルが育てた古参兵同士の戦闘は、劇的で凄惨なものになった。歴史家のアッピアノスによれば、軍団兵たちの兄弟殺しがより悲痛なものになったのには次のような理由があった。アントニウスに従うカエサル古参兵たちは、マルティア軍団が自分たちを裏切って元老院派についたことに激怒していた。一方マルティア軍団のカエサル古参兵たちは、ブルンディシウムでアントニウス軍から離脱した際に十分の一刑などの過酷な罰を与えられており、その復讐に燃えていた。両軍ともに己が決定的な勝利を挙げられると信じており、その古参兵たちのプライドが戦闘の熱狂をさらに高めたのだという。
しかし一方で、カエサル古参兵同士の戦闘は、陰鬱で音もたてずに進んだ。彼らは雄叫びを挙げることも、敵を味方に引き入れようと声をかけることもせず、沼地や谷間の中で肉薄戦を繰り広げた。時折陣形を整えるために休憩が挟まれること以外、この兄弟殺しの殺戮劇を止めるものは無かった。古参兵たちは、激励が無くとも自分たちのすべきことをよく理解していた。彼らは決して緩むことなく頑固に戦い続けたのである。パンサの未熟な新兵たちも、この凄惨ながら静謐なカエサル古参兵同士の殺し合いを見て心を奮い立たせた。
沼地で続く戦闘は、しばらくどちらが勝つともわからない状態だった。右翼ではカルフレヌス率いる8個大隊が徐々に押し始めたものの、アントニウス側の第35軍団も規律を失わず巧みに後退していた。一方左翼のパンサ率いるマルティア軍団の2個大隊およびヒルティウス近衛大隊は、当初激しく抗戦したものの、徐々にアントニウス側の第2軍団に潰され始めた。最終的に、この戦闘はアントニウスが優勢になっていった。エミリア街道上の中央では、アントニウスとシラヌスの近衛大隊がオクタウィアヌスの近衛大隊に打ち勝ち、これを完全に壊滅させていた。
カルフレヌス麾下の右翼のマルティア軍団兵たちは500歩ほどの距離を押し進んだものの孤立し、アントニウスのムーア人騎兵隊に襲われた。カルフレヌスはここで致命傷を負い、彼の古参兵たちは騎兵の攻撃を跳ね返しながらも後退し始めた。一方これに相対していたアントニウス側の第35軍団も疲れ切っており、すぐには退却する敵を追わなかった。左翼の沼地では、最前線でみずから戦っていたパンサも致命傷を負った。彼が投槍で負傷したことで、彼の麾下のマルティア軍団兵の間に動揺が走った。負傷した執政官はボノニアへ送られ、残った2個大隊もアントニウス側の第2軍団の古参兵に押されて、戦列を乱して逃げし始めた。この混乱が、はるか後方で予備部隊として待機していた2個新兵軍団にも波及した。マルティア軍団の古参兵たちが崩壊したのをみた新兵たちは、参を乱して陣へ逃げ帰った。
アントニウスの軍団兵は足早に追撃して、敵陣に逃げ帰る古参兵や新兵たちに大損害を与えた。しかしマルティア軍団の生き残りは陣営の外であらためて守りを固めたため、アントニウス軍もそれ以上の追撃をためらった。元老院派の全軍は事実上陣営の中に閉じ込められ、アントニウスに降伏するか包囲戦を戦い抜くかを迫られた。しかしアントニウスにしてみれば、ここで時間を無駄にするわけにはいかなかった。ムティナではヒルティウスとオクタウィアヌスの軍勢が健在であり、彼らがムティナに残してきた包囲軍を突破してしまえば元も子もなくなるからである。そのためアントニウスはフォルム・ガッロルムにとどまらず、軍勢を率いてムティナへ戻ることにした。午後、勝利に沸くアントニウスの2個軍団は、エミリア街道をムティナに向かって進み始めた。兵たちは疲れ切っていたが、一方で大勝利に酔いしれてもいた。

### 第二段階――ヒルティウスの到着
フォルム・ガッロルムの沼地で重傷を負ったパンサは、同僚執政官であるヒルティウスに向け使者を送り、自軍が不測の戦闘に巻き込まれて危うい状況にあることを伝えた。この時、ヒルティウスは戦場から約60スタディア (c. 9.5 km)の距離にいた。彼は直ちに第4軍団マケドニカを率いてパンサ救援に向かった。この軍団もマルティア軍団と同様、ブルンディシウムでアントニウス軍から離脱したカエサル古参兵の軍団だった。この部隊の動きは素早く、14日午後遅くにはアントニウス軍をとらえて奇襲をかけた。激しい戦闘で疲れ果て、足並みも不ぞろいにムティナを目指していたアントニウス軍は、前方への注意がおろそかになっていた。
ヒルティウス率いる第4軍団マケドニカの兵は経験豊富で休息も十分とれていた。彼らは密集陣形を取り、秩序を失い疲れ切ったアントニウス軍に突撃した。アントニウス軍の兵も最初は勇敢に抵抗しようとしたものの、とても及ぶところではなく、ヒルティウス麾下のカエサル古参兵によって大損害を受け崩壊した。アントニウス軍は、沼地や近くの森へ散り散りに逃げて行った。2本のアクィラをはじめ、その他60本ものヴェクシロイドが敵の手に落ちた。アントニウスは騎兵を使ってなんとか残存兵をかき集め、夜陰に紛れてムティナへ戻った。ヒルティウスは敵の罠を警戒したこともあって、この夜にアントニウス軍団を追撃し撃滅することができなかった。こうして、長いフォルム・ガッロルムの戦いは終結した。周辺の沼地は兵の武装や鞄、馬、そして2回の戦闘による両軍の遺体によって埋め尽くされた。

カエサル・オクタウィアヌスの胸像（紀元前1世紀、アクイレイアの考古学博物館蔵）

この4月14日の戦いには、オクタウィアヌスはほとんど関わっていない。彼は3個軍団と共にムティナの包囲陣を監視し、ルキウス・アントニウスの陽動攻撃を撃退するので手いっぱいだった。2人の執政官と比べて役割が小さかったにもかかわらず、オクタウィアヌスは彼の部隊によってインペラトル（凱旋将軍）と呼ばれ喝采を受けた。

## その後
フォルム・ガッロルムの戦いでは、両陣営とも戦役の趨勢を決定づけるような勝利は得られなかった。とはいえ、4月14日の終わりには、アントニウスの大胆不敵な戦略はくじかれていた。2人の執政官は、オクタウィアヌスに従うカエサル子飼いの2個軍団（キケロが後にheavenly legionsと讃えた）の見事な介入に助けられ、アントニウス軍に大打撃を与えることができた。ただその戦闘は、極めて激しく凄惨なものだった。アッピアノスによれば、第一段階のアントニウス対パンサおよびカルフレヌスの戦闘で、アントニウスの古参兵によりパンサ軍の半分以上とオクタウィアヌスの近衛大隊のほぼすべてが失われた。逆にヒルティウス到着後の第二段階では、アントニウス軍はムティナに逃げおおせるまでに半減していた。この時のヒルティウス軍の損害は軽微だった。
戦闘の状況をローマに知らせた第一報は不明瞭なもので、キケロら共和派の元老院議員たちに疑念と動揺が広がった。しかしその後にヒルティウスが勝報を伝え、またセルウィウス・スルピキウス・ガルバが個人的にキケロに状況を伝えてきたこともあり、このアントニウスの政敵たちは士気が高まり、幸福感に包まれた。4月21日、キケロは元老院で14回目のフィリッピカエを演説した。その中で彼は勝利を祝い、50日間の祝祭を行うことまで提案している。また彼はその功績をすべてヒルティウスとパンサの両執政官に付して、オクタウィアヌスの貢献にはほとんど言及しなかった。またこの演説の中でキケロはパンサが負傷したことにも触れている。ただ、この時にはパンサの傷は命にはかかわらないと思われていた。ところが4月23日朝、パンサは息を引き取った。この時の状況は、完全には明らかにされなかった。彼を診ていた医師グリュコは、毒殺の疑いをかけられて一時逮捕された。スエトニウスやタキトゥスなど後の歴史家たちによれば、当時、重傷とみられていなかった執政官の死にはオクタウィアヌスが直接かかわっていたのだという噂が流れたという。
キケロが最後のアントニウス弾劾演説を行っていた4月21日、ムティナの戦いが起きた。この戦いも極めて激しいものであった。残った執政官のヒルティウスがここで戦死したものの、共和派とオクタウィアヌス麾下のカエサル派の包囲網がアントニウスを破って撤退させ、ムティナに包囲されていたデキムス・ブルトゥスを救った。この元老院派の勝利は、はかなく終わる運命にあった。2人の執政官が幸運にも、あるいは何らかの陰謀により相次いで没したことで、生き残ったオクタウィアヌスが元老院派の全兵力を掌握した。すると彼はキケロら元老院派との同盟を不意に破り、これまで争っていたアントニウスやマルクス・アエミリウス・レピドゥスと組んで、第二回三頭政治を始めることになるのである。